# Joseph Moscati
 (décembre 2020).
Si vous disposez d'ouvrages ou d'articles de référence ou si vous connaissez des sites web de qualité traitant du thème abordé ici, merci de compléter l'article en donnant les références utiles à sa vérifiabilité et en les liant à la section « Notes et références ».
Joseph Moscati (25 juillet 1880 – 12 avril 1927), ou Giuseppe Moscati, est un médecin italien et un saint de l'Église catholique romaine. Il est fêté le 12 avril.

## Enfance

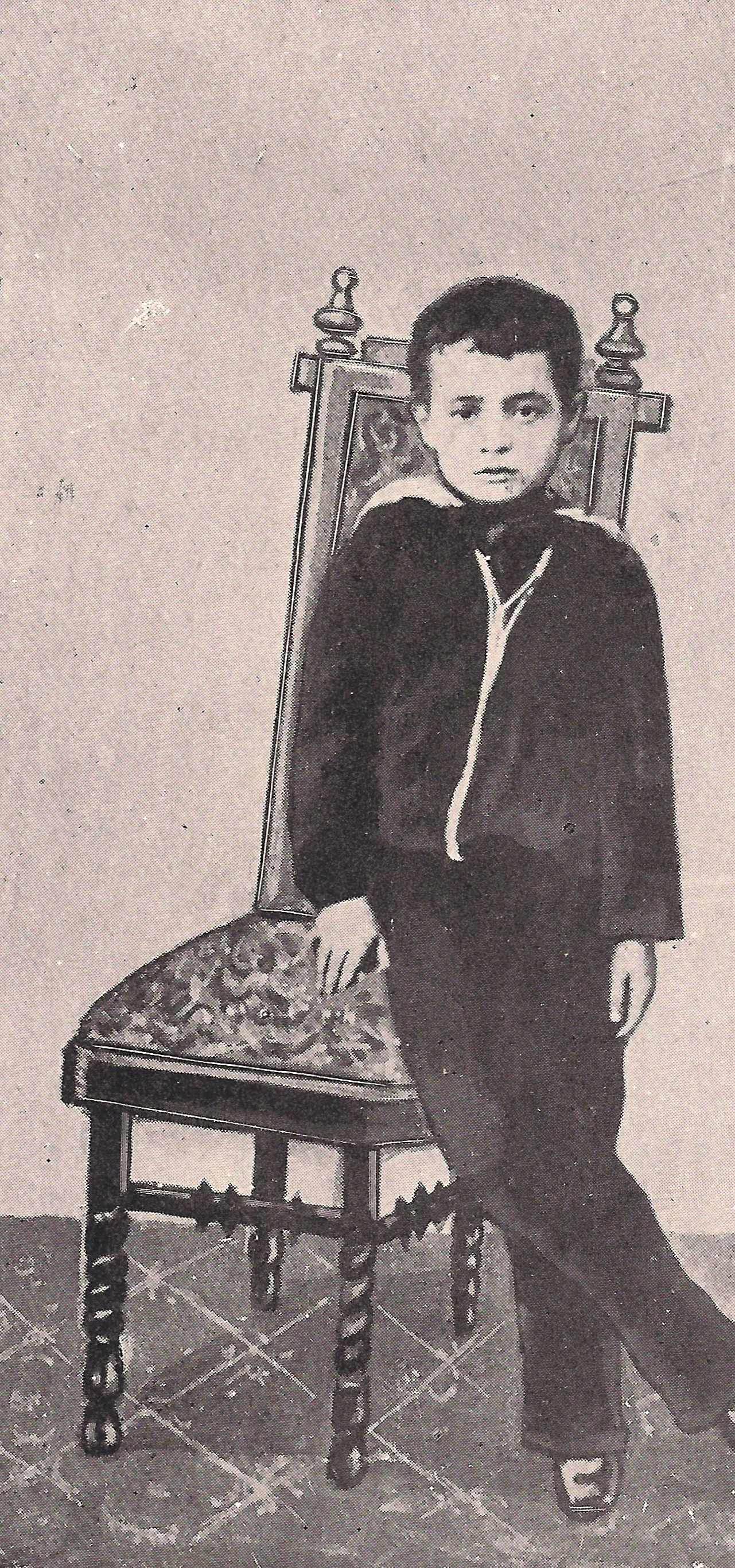
Joseph Moscati enfant.

La famille Moscati est originaire de Santa Lucia di Serino, près d'Avellino. François Moscati, père de Joseph, naquit en 1836 dans cette ville, et exerça la profession de magistrat après sa maîtrise de droit. Il fut juge dans le tribunal de Cassino, président du tribunal de Bénévent, puis conseiller à la Cour d'appel, d'abord à Ancône et ensuite à Naples, où il mourut le 21 décembre 1897. Il fut l'époux de Rosa de Luca, union de laquelle sont nés neuf enfants.
Joseph Moscati est né à Bénévent le 25 juillet 1880 (dans la cathédrale de Bénévent, dans la chapelle du Saint-Sacrement, on peut voir la statue de marbre de saint Joseph Moscati, œuvre de P. Mazzei de Pietrasanta). Il fut baptisé six jours après la naissance, le 31 juillet 1880, fit sa première communion le 8 décembre 1888 et reçut le sacrement de confirmation par Monseigneur Pasquale De Siena le 3 mars 1890.

## Les études
Joseph Moscati entre au lycée classique Vittorio Emanuele de Naples en 1889. Élève du volcanologue Giuseppe Mercalli, il obtient son baccalauréat avec mention en 1897. Ému par l'accident d'un de ses frères, il décide de se mettre au service des malades, et s'inscrit à la faculté de médecine. Il soutient une thèse sur l'uréogénèse hépatique le 4 août 1903, et obtient son doctorat en médecine avec les félicitations du jury.

## Ses activités médicales professionnelles
Joseph Moscati réussit le concours de Collaborateur Extraordinaire auprès de l'Hôpital des Incurables en 1903, puis celui d'Assistant à l'Institut de Chimie physiologique en 1908. Il se distingua pour son travail et son dévouement pendant l'éruption du Vésuve du 8 avril 1906. Les Hôpitaux Réunis de Naples avaient une succursale à Torre del Greco, une petite ville près de Naples, à six kilomètres du cratère, où vivaient beaucoup de malades paralytiques et vieux. Moscati, en pressentant le danger, fit évacuer l'hôpital juste avant l'écroulement du toit et sauva tous les hospitalisés. Deux jours plus tard, il envoya une lettre au directeur général des Hôpitaux Réunis de Naples, proposant de gratifier les personnes qui l'avaient aidé, mais insista surtout pour qu'on ne citât pas son nom.
À la suite de l'épidémie de choléra de 1911, il fut appelé par le Ministère au Laboratoire de l'Inspection de la Santé publique, pour faire des recherches sur l'origine du mal et les moyens les plus efficaces pour le vaincre. Il termina son étude rapidement, et présenta une relation sur les interventions nécessaires pour assainir la ville ; à sa grande satisfaction, il vit la réalisation de beaucoup de ses propositions.
Toujours en 1911, à 31 ans, le docteur Moscati fut reçu au concours de Collaborateur Ordinaire aux Hôpitaux Réunis et cette même année, sur l'initiative d'Antonio Cardarelli, l'Académie Royale de Médecine Chirurgicale le nomma Membre agrégé tandis que le Ministère de l'Instruction Publique lui attribuait le Doctorat en Chimie physiologique.
Outre son intense travail entre l'Université et l'Hôpital, le professeur Moscati assurait aussi la direction de l'Institut d'Anatomo-pathologie. Dans la salle d'autopsie, le professeur Moscati avait eu l’idée de faire accrocher un Crucifix avec une inscription qui mentionnait : « Ero mors tua, o mors » (Osée 13,14: « Ô mort, je serai ta mort »).
Sa mère mourut le 25 novembre 1914, du diabète ; quelques années plus tard, il fut un des premiers médecins à Naples, à expérimenter l'insuline et à enseigner à un groupe de médecins les modalités du traitement du diabète. L'insuline fut expérimentée sur les humains pour la première fois en janvier 1922.
Pendant la Première Guerre mondiale, Joseph Moscati fit une demande d'enrôlement volontaire, qui ne fut pas acceptée. Les autorités militaires préférant lui confier les soins aux blessés. L'Hôpital des Incurables fut militarisé. Il visita et soigna environ 3 000 militaires.
Le Conseil d'administration de l'Hôpital des Incurables le nomma officiellement Directeur de la Salle Masculine en 1919 tandis qu'il continuait à enseigner à un grand nombre d'étudiants.
Le 14 octobre 1922, le Ministère de l'Instruction Publique lui attribua la libera docenza (titre académique italien permettant d'enseigner à titre privé dans les universités et les autres instituts supérieurs) en Médecine Clinique. Trois jours après Moscati écrivit :
« Aime la vérité, montre la personne que tu es, sans feinte et sans peur, sans aucun ménagement. Et si la Vérité te vaut la persécution, toi, accepte-la, si elle t'apporte le tourment, toi, supporte-le. Et si pour la Vérité, il te fallait sacrifier toi-même et ta vie, sois fort dans le sacrifice ».

## Sa mort

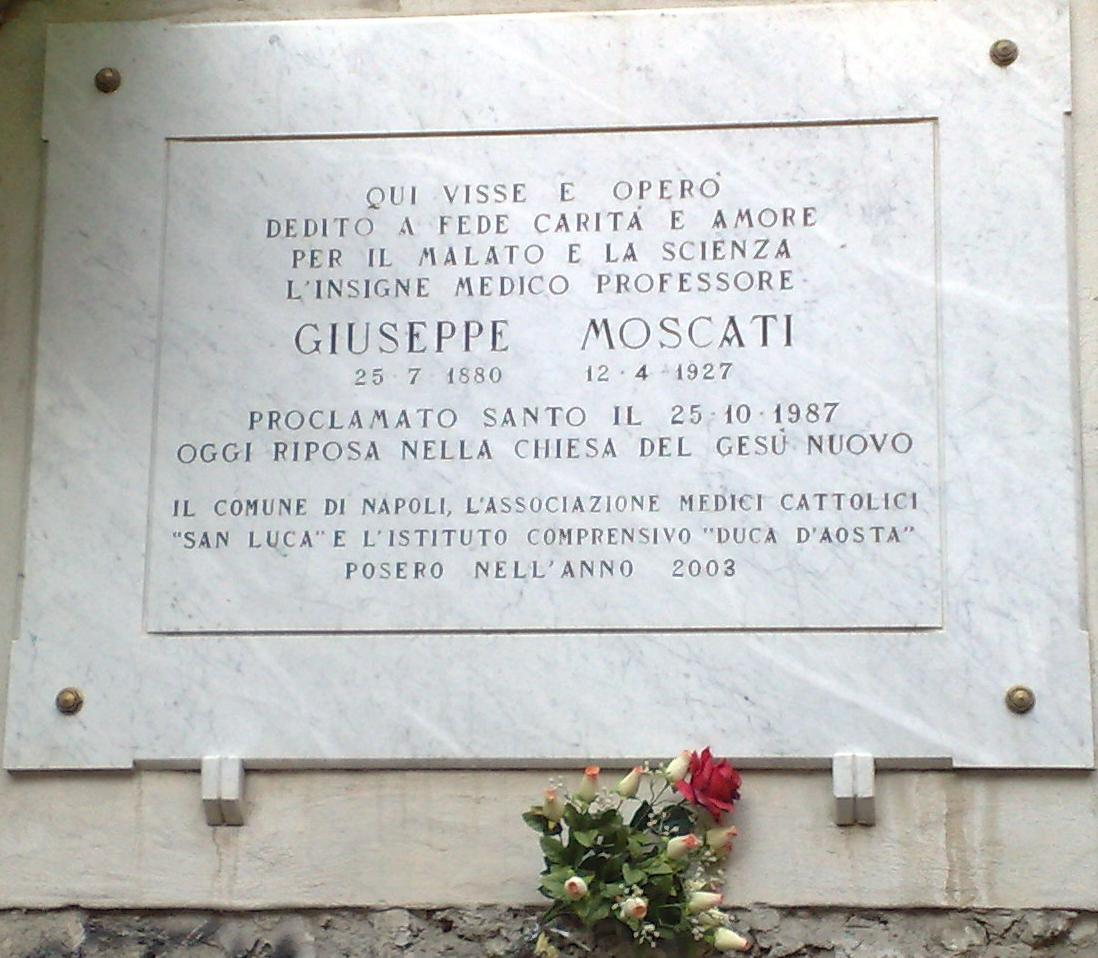
Plaque commémorative à Naples.

Le 12 avril 1927, un mardi saint, le professeur Moscati, après avoir participé à la messe, comme chaque jour, et reçu la communion, passa la matinée à l'hôpital, puis il rentra chez lui et après le repas, il s'occupa comme d'habitude des patients qui venaient le consulter à son domicile.
Vers 15 h, il eut un malaise et s'assit dans son fauteuil, où il s'éteignit sereinement. Il avait 46 ans et 8 mois.
Son corps fut enseveli au cimetière de Poggioreale. Mais trois ans plus tard, le 16 novembre 1930, sur l'insistance de plusieurs personnalités du clergé et du laïcat, l'archevêque de Naples, le cardinal Alessio Ascalesi, permit la translation du corps du cimetière à l'église du Gesù Nuovo, au milieu d'une double haie de personnes. Le corps fut déposé dans une salle derrière l'autel de Saint François Xavier et aujourd'hui une pierre en marbre, à droite de cet autel, le rappelle encore.

## Béatification et canonisation
La grande considération qui déjà entourait Joseph Moscati pendant sa vie s'accrut après sa mort dans la population de Naples à laquelle il s'était dévoué toute sa vie. Deux guérisons miraculeuses lui ont été attribuées. Le 16 novembre 1975, le pape Paul VI proclame Joseph Moscati Bienheureux, au cours d'une célébration solennelle à Saint-Pierre de Rome. En 1977, deux ans après la Béatification, on recomposa le squelette de Moscati et on le déposa dans une châsse en bronze, réalisée par Amédée Garufi placée sous l'autel de la Visitation.

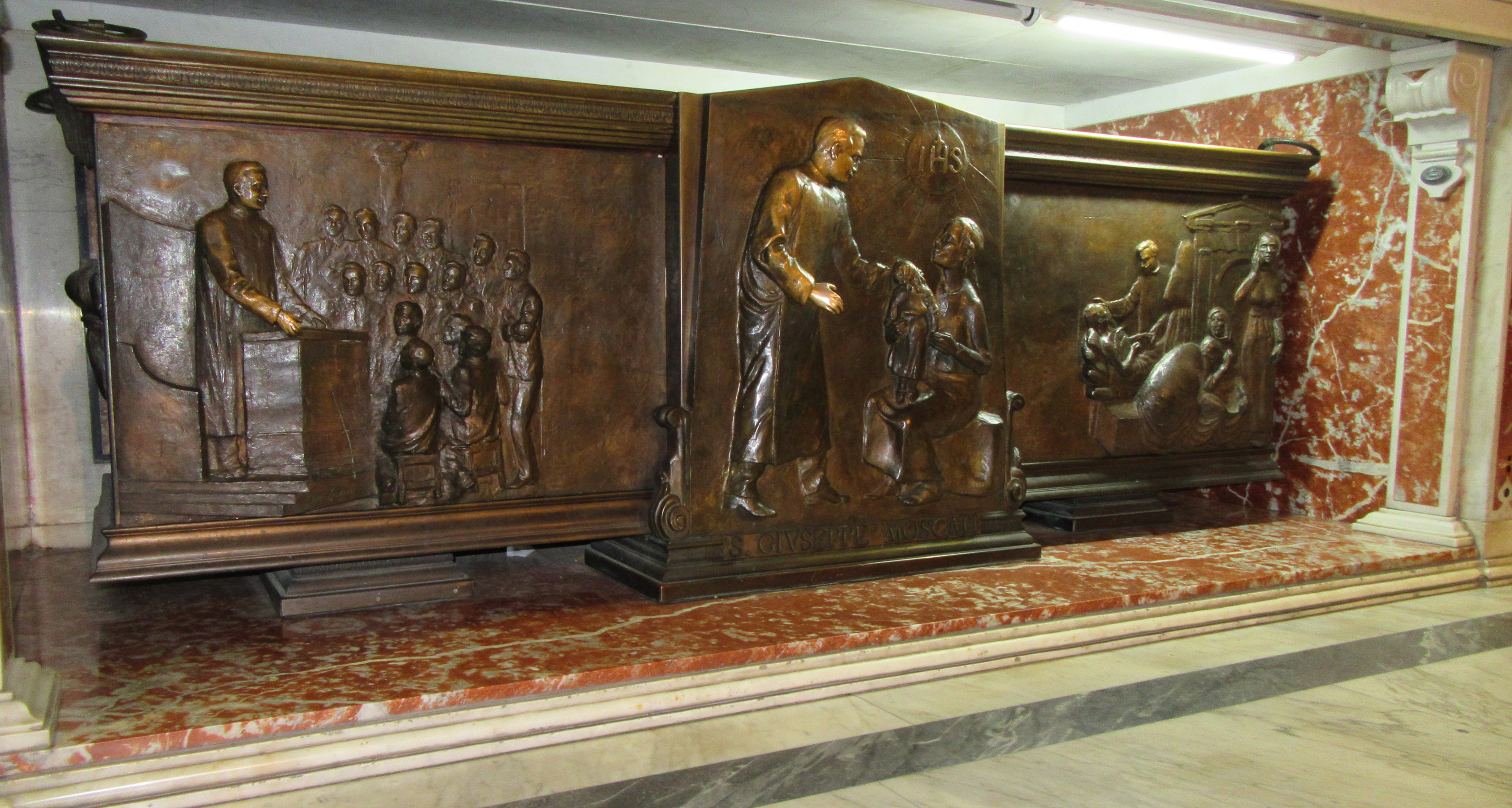
Châsse de Joseph Moscati dans l'Église du Gesù Nuovo de Naples.

En vue de la canonisation, Rome examina la guérison de la leucémie, du jeune Joseph Montefusco, qui eut lieu en 1979. Le 25 octobre 1987, à 10h du matin, à place Saint-Pierre, à Rome, le Pape Jean-Paul II, en présence de plus de 100 000 personnes, proclame et admet officiellement Joseph Moscati au nombre des saints, soixante ans après sa mort. Jean-Paul II affirme ainsi « L'homme qu'à partir d'aujourd'hui nous invoquerons comme un Saint de l'Église universelle représente pour nous la réalisation concrète de l'idéal laïc chrétien. Joseph Moscati, Médecin chef de clinique, chercheur fameux dans le domaine scientifique, professeur universitaire de physiologique humaine et de chimie physiologique, a embrassé de multiples activités avec tous l'engagement et le sérieux que demande le service de la délicate profession de laïc. À ce point de vue Moscati est un exemple non seulement à admirer mais à suivre, surtout par le personnel de santé. Il représente même un exemple pour ceux qui ne partagent pas sa foi. »

## Spiritualité franciscaine de Joseph Moscati
Les recherches des écrits sur Joseph Moscati ont été très difficiles dans la mesure où celui-ci ne conservait que très peu de documents  et les écrits que l’on a de lui sont principalement des lettres écrites à des amis. Cependant on peut constater une empreinte franciscaine dans la spiritualité de Joseph Moscati. On peut constater une cohérence profonde dans la vie de Joseph Moscati depuis l’enfance et durant toute sa vie. Gemelli, spécialiste italien de Joseph Moscati, affirme ainsi qu’il y a toujours eu chez Moscati une fusion entre la science et la foi, et ceci depuis l’enfance : "En reconnaissant que Dieu est l’auteur de l'ordre matériel et surnaturel il avait trouvé le moyen pour arriver aux harmonies de science et foi". La famille de Moscati était très proche des franciscains et beaucoup de jeunes ont été éduqués chez les Clarisses. De plus Moscati a choisi un franciscain, Pio Brizzi, comme guide spirituel pendant sa jeunesse, et a gardé de nombreux liens avec des jésuites. Mais c’est surtout par l’application de l’idéal franciscain, tel  que la pauvreté et la charité que l’on peut voir l’influence franciscaine dans sa vie, bien qu’il ne fut pas tiers ordre franciscain. Son confesseur affirmera même que « Moscati était tertiaire dans son esprit ».
La recherche de la pauvreté est ainsi très grande dans la vie de Joseph Moscati, on peut ainsi constater qu’il recommandait à un de ces clients, dans une ordonnance "Le meilleur traitement reconstituant est celui d’épouser "sœur pauvreté", en donnant grandes aumônes, distribuant tout aux pauvres, à nos hôpitaux et en se retirant dans une caverne, pour manger seulement locustes et miel sauvage!" comme le recommandait Saint François d'Assise. De plus son renoncement à la carrière académique peut être considéré comme une volonté d’être plus proche des pauvres, et suivre sa volonté de  "collaborer à la reconstitution économique des vieux hôpitaux napolitains, si dignes de la charité et de la culture, et aujourd’hui si misérables". Il vivait ainsi l’idéal franciscain chez lui, ayant un style vestimentaire modeste mais aussi sa maison, son cabinet… comme l’attestent de nombreux témoignages lors de son procès de canonisation. Lui-même affirmait même "Mon cher, je ne suis pas l’oncle d’Amérique ! Je suis pauvre : voilà tout. Et les pauvres ne sont pas aimés. C’est très important ! Tu dois le savoir parce que d’une part tu finiras de me faire la cour, de l’autre tu ne feras pas plus des sottises ! Mon petit argent est pour les misérables comme moi".

## Citations
« La vie n'est qu'un moment ; honneur, triomphe, richesse et science disparaîtront avant la réalisation du cri de la Genèse, cri que Dieu lança contre l'homme coupable: tu mourras ! Mais la vie ne finit pas avec la mort, elle continue dans un monde meilleur. À nous tous a été promis, après la Rédemption du monde, que nous rejoindrons ceux que nous avons aimés, le jour qui nous conduira à l'Amour Suprême. »

— Extrait d'une lettre à l'avocat Maître Mariconda qui avait perdu sa sœur. 27 février 1919

« Rappelez-vous qu'en optant pour la médecine, vous vous êtes engagé à une mission sublime. Avec Dieu dans le cœur, persévérez en pratiquant les enseignements de vos parents, l'amour et la pitié envers ceux qui souffrent, avec foi et enthousiasme, sourd aux louanges et aux critiques, disposé seulement au bien. »

— Extrait d'une lettre au docteur Giuseppe Biondi. 4 septembre 1921

« Quoi qu'il arrive, souvenez-vous de deux choses : Dieu n'abandonne jamais personne. Plus vous vous sentez seul, négligé, méprisé, incompris, plus vous serez près de démissionner sous le poids de graves injustices, plus vous sentirez une force infinie et mystérieuse, qui vous soutiendra et vous rendra capable de bonnes et vigoureuses intentions et vous serez étonné par ces forces quand la sérénité reviendra. Cette force est Dieu ! »

— Extrait d'une lettre au docteur Cosimo Zacchino. 6 octobre 1921

« Les personnes malades sont des figures du Christ. Plusieurs mauvaises personnes, criminelles ou blasphémateurs se retrouvent hospitalisées grâce à Dieu, Il veut les sauver! Religieuses, médecins et infirmières travaillant dans un hôpital ont une mission: coopérer avec cette bonté inépuisable, pardonnant, se sacrifiant eux-mêmes. »

— Note écrite par Moscati, datée du 17 janvier 1922

« Souvenez-vous que vivre est une mission, un devoir, une douleur ! Chacun de nous doit avoir son propre combat. Souvenez-vous que vous devez vous occuper non seulement des corps mais aussi des âmes gémissantes qui viennent à vous... »

— Joseph Moscati

## Fête
La fête liturgique initialement prévue le 12 avril, a été déplacée, à la demande des Jésuites de Naples pour éviter que celle-ci ne tombe pendant la Semaine Sainte ou une semaine proche de Pâques.
Celle-ci est donc le 16 novembre, date du transfert des restes de Joseph Moscati dans l'église du Gesu Nuovo, trois ans après sa mort.
Il est fêté le 12 avril d’après le Martyrologe romain et le 16 novembre (date de la translation des restes du saint),.